# Villeau
Villeau era una comuna francesa situada en el departamento de Eure y Loir, de la región de Centro-Valle de Loira. Desde el 1 de enero de 2019 es una comuna delegada de Éole-en-Beauce.

## Historia
El 1 de enero de 2019 pasó a ser una comuna delegada de la comuna nueva de Éole-en-Beauce.

## Demografía
| 202 | 166 | 149 | 121 | 105 | 113 | 187 |
| Para los censos de 1962 a 1999 la población legal corresponde a la población sin duplicidades (Fuente: INSEE [Consultar]) |     |     |     |     |     |     |